# Guitar Shorty
Pour les articles homonymes, voir Kearney.
Guitar Shorty, nom de scène de David William Kearney, né le 8 septembre 1934 à Houston au Texas et mort le 20 avril 2022 à Los Angeles, est un guitariste américain de blues.

## Discographie
- On the Rampage (Olive Branch, 1989)
- My Way or the Highway (JSP, 1991)
- Topsy Turvy (Black Top, 1993)
- Get Wise to Yourself (Black Top, 1995)
- Blues Is All Right (Janblues, 1996)
- Billie Jean Blues (Collectables, 1996)
- Roll Over, Baby (Black Top, 1998)
- I Go Wild! (Evidence, 2001)
- Watch Your Back (Alligator Records, 2004)
- The Best of Guitar Shorty: The Long and Short of It (Shout! Factory, 2006)
- We the People (Alligator Records, 2006)
- Bare Knuckle (Alligator Records, 2010)
- How Blue Can You Get (Janblues, 2010)
- Trying To Find My Way Back (Essential Media Group, 2019)